# Gouvernement Erich
République de Finlande
Vennola I  Vennola II 
Le gouvernement Erich est le 6e gouvernement de la République de Finlande, qui a siégé 391 jours du 15 mars 1920 au 9 avril 1921.

## Composition
| Ministre                                                              | Période                                | Parti | Parti |
| --------------------------------------------------------------------- | -------------------------------------- | ----- | ----- |
| Premier ministre Rafael Erich                                         | 15.3.1920–9.4.1921                     |       | Kok   |
| Ministre des Affaires étrangères Rudolf Holsti                        | 15.3.1920–9.4.1921                     |       | EP    |
| Ministre de la Justice Karl Söderholm Hjalmar Granfelt                | 15.3.1920–28.6.1920 28.6.1920–9.4.1921 |       | RKP   |
| Ministre de l'Intérieur Albert von Hellens                            | 15.3.1920–9.4.1921                     |       | EP    |
| Ministre de la Guerre Bruno Jalander                                  | 15.3.1920–9.4.1921                     |       | Amm.  |
| Ministre des Finances Jonathan Vartiovaara                            | 15.3.1920–9.4.1921                     |       | Kok   |
| Ministère de l'Église et de l'Éducation Lauri Ingman                  | 15.3.1920–9.4.1921                     |       | Kok   |
| Ministre de l'Agriculture Eero Yrjö Pehkonen                          | 15.3.1920–9.4.1921                     |       | ML    |
| Vice-ministre de l'Agriculture Eero Hahl                              | 15.3.1920–9.4.1921                     |       | ML    |
| Ministre des Transports et des Travaux publics Magnus Lavonius        | 15.3.1920–9.4.1921                     |       | EP    |
| Ministère du commerce et de l'industrie Leo Ehrnrooth Hjalmar Procopé | 15.3.1920–12.8.1920 19.8.1920–9.4.1921 |       | RKP   |
| Ministre des Affaires sociales Vilkku Joukahainen                     | 15.3.1920–9.4.1921                     |       | ML    |
| Ministre de l' agroalimentaire Kaarlo Wuokoski                        | 26.3.1920–9.4.1921                     |       | EP    |